# Fiqh
El fiqh (de l'àrab فقه, fiqh, ‘saber’, ‘coneixement’, ‘comprensió’) defineix, dins de l'islam, la jurisprudència religiosa; es tracta de les interpretacions fetes pels alfaquins (juristes islàmics) de casos que no queden clars ni en l'Alcorà ni en la sunna basada en els hadits. Llurs veredictes permeten articular i adaptar la xaria o llei religiosa islàmica. El fiqh es preocupa, més precisament, de l'observança dels rituals i de la legislació social, tractant-se doncs d'una comprensió del missatge de l'islam des d'un punt de vista jurídic i no pas teològic. Les escoles que estudien i desenvolupen aquesta jurisprudència s'anomenen màdhhab.

## Atribucions delfiqh
Per les seves característiques de revelació religiosa, la majoria de normes dictades en l'Alcorà i la sunna no permeten regular directament la vida dels homes; segons les directrius del mateix Mahoma, hom ha d'aplicar una anàlisi crítica a les normes religioses per a determinar la seva utilitat i sentit en cada moment i indret determinats. Així, el fiqh consisteix en una metodologia per a convertir aquestes normes en una legislació aplicable, capaç de regular la relació del musulmà amb Déu i amb els seus semblants, abastant temes com l'economia, la política, les relacions maritals, la criminologia, l'etiqueta, la teologia, la higiene o l'ètica militar.
L'historiador Ibn Khaldun (1332 - 1406) va definir el fiqh com «el coneixement de les regles de Déu referents a les accions de persones decidides a obeir la llei que respecta el que s'exigeix (fardh), el que està prohibit (haram), recomanat (mustahab), desaprovat (makrú) o merament permès (mubà)» ".
Per a obtenir aquest coneixement, el fiqh es basa en l'estudi de les anomenades «arrels de la llei» (ussul al-fiqh) de l'islam: dues documentals, l'Alcorà i la sunna, i dues que depenen de la interpretació (ijtihad), obtinguda pel consens de la comunitat (ijmà) o per analogia (qiyàs).
Així, el fiqh serveix per especificar, de forma detallada, com s'ha d'aplicar la xaria. Com que les conclusions obtingudes depenen de la interpretació, s'han desenvolupat diferents corrents legislatius dins de l'islam, tant dins del sunnisme com del xiisme. Tot i així, ja que llurs diferències només afecten qüestions d'aplicació i no de fe, els diferents corrents o escoles (màdhhab) es consideren en general totes com a legítimes, i seguir-ne una o l'altra és, en principi, un afer de sensibilitat personal.
Les quatre escoles que encara perduren dins del sunnisme són la hanafita, la malikita, la xafiïta i l'hanbalita, que comparteixen la majoria de llurs lleis i es reconeixen com a compreses dins el marc de l'islam ortodox. L'escola principal del xiisme és la jafarita, influent sobretot a l'Iran i a l'Iraq.